# Pfrimm
Pfrimm er en flod i  den tyske delstat Rheinland-Pfalz, og en af Rhinens bifloder fra venstre med en længde på 42,7 km. Den har sit udspring i Pfälzer Wald, ved Sippersfeld, 8 km syd for Donnersberg. Pfrimm munder ud i Rhinen ved Worms.
49°32′25″N 7°57′25″Ø / 49.5403°N 7.9569°Ø